# Eucalyptus panda
Eucalyptus panda är en myrtenväxtart som beskrevs av Stanley Thatcher Blake. Eucalyptus panda ingår i släktet Eucalyptus och familjen myrtenväxter. Inga underarter finns listade i Catalogue of Life.